# Aguadulce (Coclé)
Aguadulce és una població panamenya fundada oficialment el 19 d'octubre de 1848, com a Districte Parroquial d'Aguadulce, separant-se aquest del de Natá de los Caballeros. Està situada a la província de Coclé a uns 198 km de la Ciutat de Panamà, en el límit entre les províncies de Coclé, Herrera i Veraguas. Té una població de 8.703 habitants (2010) en una extensió territorial aproximada de 50,4 km² conformat majorment per grans planes. És capital del districte d'Aguadulce, a la província de Coclé.
El seu clima és tropical sec amb poca precipitació anual.
La seva població és majorment catòlica i el seu sant patró és Sant Joan Baptista, encara que també compta amb esglésies evangèliques.

## Geografia
- Altitud: 29 msnm
- Latitud: 08° 15′
- Longitud: 80° 33′ O

## Toponímia
El nom Aguadulce prové de la combinació de les paraules Aigua i Dolça i segons expliquen les persones el nom data de quan uns espanyols van arribar des del mar i assedegats van trobar un pou d'aigua dolça i de molts dies de solament beure aigua salada en el mar van cridar: aigua dolça, aigua dolça!
Altres noms anteriors van ser La Santíssima Trinitat, nom d'una gran finca i també se la va conèixer com a Escoriá.
Aguadulce també és coneguda com la Terra de la Sal i el Sucre a causa que en aquesta regió es presenten aquestes dues activitats comercials.

## Educació
L'educació local és una de les millors en totes les províncies centrals, perquè té diverses escoles oficials i privades, que brinden pilars religiosos, científics, socials i basats en el desenvolupament de Panamà. Segons un estudi de la Direcció Regional d'Educació de les Províncies Centrals, La millor escola oficial d'Aguadulce és el Col·legi Rodolfo Chiari, pels seus assoliments i pla educatiu.
En el sector privat, entre els millors centres educatius d'Aguadulce, hi ha el Col·legi Kid's School & Cambridge Academy fundat en l'any 2000, pel seu pla d'estudi i l'èmfasi en ciències, llengües, programació, recerca científica, desenvolupament tecnològic i per disposar d'instal·lacions modernes.

## Comerç
Aguadulce és una ciutat agroindustrial i els seus principals productes són la canya de sucre, la sal i la indústria del cultiu de la gambeta. També posseeix un modest, però puixant sector comercial que té la seva pròpia àrea bancària.

### Indústria sucrera
La producció de sucre és una de les principals activitats econòmiques de l'àrea. Aguadulce compta amb la major i més antiga companyia sucrera de Panamà, Azucarera Nacional S.A. (ANSA) la qual posseeix vasts cultius de canya de sucre. Aquesta producció es destina al consum local i al mercat d'exportació. La importància d'aquesta activitat radica que per a l'època de la safra milers de persones es veuen beneficiades amb la creació de llocs d'ocupació temporals.

### Les Salines
La producció de sal a Aguadulce ha estat una de les activitats més antigues i que més ha caracteritzat la regió. Aguadulce posseeix centenars d'hectàrees d'albines dedicades a l'extracció de sal de l'aigua de mar. Encara que aquesta activitat va ser rendible per molts anys, va viure moments molt difícils quan a Panamà van entrar a regir les polítiques de globalització les quals gairebé han fet desaparèixer l'activitat de la regió. La influència de les mesures neoliberals, van portar com a conseqüència que la producció de sal es veiés seriosament afectada, ja que es van reduir els aranzels que protegien aquest producte. No obstant això, en els últims anys, s'ha vist una millora significativa de la producció i comercialització mitjançant la implementació de noves tècniques de producció. També podem observar que és un dels llocs més visitats per turistes a la recerca de paisatges.

### Indústria del llagostí
Igual que amb les salines, Aguadulce posseeix grans extensions de terreny dedicat a la cria de llagostins (Jumbo Shrimp) de l'espècie Penaeus vannamei. La majoria d'aquesta producció és dedicada per a l'exportació constituint així una bona font d'ocupació i a més impulsa el comerç a la regió. Encara que la Indústria del llagostí generava milions de dòlars a l'any, va ser durament castigada per l'aparició del virus de la Manxa Blanca en costes panamenyes el 1999. Aquesta malaltia va produir una mortaldat gairebé total en els estanys de cultiu, la qual cosa es va traduir en pèrdues totals per als conreadors. Actualment i mitjançant la implementació de tècniques millorades de cria i de larves resistents, aquesta indústria s'ha pogut aixecar a poc a poc.

## Història
Històricament aquesta ciutat ha tingut un paper important en certs esdeveniments que van marcar la història de Panamà. Per exemple Aguadulce va ser escenari d'una de les batalles de la Guerra dels Mil Dies (vegeu Batalla d'Aguadulce). Part d'aquesta història es troba dins del Museu de la Sal i el Sucre el qual és administrat pel INAC (Institut Nacional de Cultura). Aquest museu va ser instal·lat en un històric edifici que data del segle xix i que primer va ser ocupat per l'oficina de correus i telègrafs de Panamà.

## Celebracions
- Data de fundació: 19 d'octubre, el qual se celebra amb una desfilada cívica pels principals carrers del districte, i amb una desfilada folklòrica.

- Sant Patró: El Sant Patró d'Aguadulce és Sant Joan Baptista, que se celebra el 24 de juny. Es duen a terme corregudes de toros i desfilades típiques.